# Mostly Coltrane
Mostly Coltrane is een studioalbum van de Amerikaanse pianist Steve Kuhn met Joe Lovano en begeleiders. Het album dat in december 2008 in de Avatar Studios in New York is opgenomen, is een hommage aan John Coltrane, een van de bekendste jazzmusici, tevens vernieuwer en inspiratiebron. Het album bevat op één track na composities van Coltrane, al dan niet bewerkt voor het combo van Steve Kuhn. Dat Kuhn een album uitgeeft met muziek van Coltrane is niet zo vreemd; hij was in 1960 (even) vaste begeleider van de saxofonist, totdat hij vervangen werd door McCoy Tyner. Over het algemeen zijn het de wat rustiger werken van Coltrane die gespeeld worden.

## Musici
- Steve Kuhn – piano
- Joe Lovano – tenorsaxofoon, tarogato
- David Finck – contrabas
- Joey Baron – slagwerk

## Tracklist
Allen van Coltrane, behalve waar aangegeven

| Nr. | Titel                         | Duur |
| --- | ----------------------------- | ---- |
| 1.  | Welcome                       | 4:56 |
| 2.  | Song of Praise                | 7:26 |
| 3.  | Crescent                      | 6:20 |
| 4.  | I Want to Talk about You      | 5;56 |
| 5.  | The Night Has a Thousand Eyes | 8:41 |
| 6.  | Living Space                  | 5:08 |
| 7.  | Central Park West             | 3:46 |
| 8.  | Like Sonny                    | 6:00 |
| 9.  | With Gratitude                | 3:37 |
| 10. | Configuration                 | 4:19 |
| 11. | Jimmy’s Mode                  | 6:53 |
| 12. | Spiritual                     | 8:15 |
| 13. | Trance (Kuhn)                 | 5:24 |